# MEFOP
La Mefop è una società costituita dal Ministero dell'economia e delle finanze della Repubblica Italiana, per lo sviluppo del mercato dei fondi pensione. La società svolge attività istituzionale nel settore della previdenza complementare.

## Compagine azionaria
Il Ministero dell'economia e delle finanze detiene il 59.5% delle azioni e il 45% è detenuto da circa 80 società di gestione fondi pensione.

## Competenze ed attività
Essa si pone come luogo di confronto tra gli operatori e gli organi di vigilanza e svolge un ruolo di supporto al Dipartimento del Tesoro, nonché agli altri soggetti investiti di compiti di regolazione (Ministero del lavoro e delle politiche sociali, Covip). 
La società ha quindi compiti istituzionali che vengono svolti da una posizione super partes.
Mefop ha attivato da anni collaborazioni con altri soggetti protagonisti del sistema pensionistico italiano, anche pubblico (Casse, Inpdap, Inps – es. Un giorno per il futuro), nell'ottica di promuovere, nella reciproca collaborazione, forme di best practice nell'interesse dei cittadini e degli operatori. Tali soggetti costituiscono gli stakeholders sostenitori dell'attività di Mefop.